# Sarin
Le sarin (désignation OTAN : GB) est une substance inodore, incolore et volatile, de la famille des organophosphorés, neurotoxique pour l'homme et l'animal. Même à très faible dose (10 parties par milliard) il peut être fatal. On estime qu'il est environ 500 fois plus toxique que le cyanure. Il passe facilement la barrière des poumons et est absorbé par la peau, d'où il passe directement dans le sang. Quand il ne tue pas, il laisse de graves séquelles neurologiques.
Pour ces raisons, il a été utilisé comme arme chimique, et est considéré comme une arme de destruction massive par les Nations unies (résolution 687, 1991). À ce titre, sa production et sa conservation sont interdites depuis 1993. Les États devaient avoir détruit leurs stocks d'armes chimiques avant 2007.
En 1952, les Britanniques le modifient pour en créer une version dix fois plus mortelle nommée VX. Le chlorosarin et le cyclosarin (désignation OTAN : GF) sont des dérivés du sarin.

## Histoire et origine
Les gaz de combat ont fait leur apparition durant la Première Guerre mondiale, car ils étaient adaptés aux guerres de tranchées. L'utilisation de ces armes était également importante d'un point de vue psychologique. En effet, ces armes inspirent la terreur car elles produisent des effets physiologiques impressionnants en plus d'être mortelles. Les armes chimiques ayant été dévastatrices au cours de la première guerre mondiale, la convention de Genève interdit en 1925 l'utilisation d'arme chimique lors de conflits armés. Néanmoins, elle n'interdit ni leur synthèse ni leur stockage, ce qui permet de continuer la recherche et le développement d'armes chimiques. Peu avant la Seconde Guerre mondiale, la recherche et le développement d'armes chimiques explose grâce à la découverte du tabun, un précurseur du sarin, par le laboratoire IG Farben.
Le sarin est inventé en 1939 à Wuppertal-Elberfeld dans la vallée de la Ruhr en Allemagne, dans les laboratoires de l'IG Farben, par quatre chercheurs allemands à la recherche de meilleurs pesticides. Le composé reçoit son nom d'après ses inventeurs : Schrader, Ambros, Ritter et Van der Linde.
Bien qu'ayant synthétisé des stocks de sarin importants, l'Allemagne ne l'utilisera pas lors de la Seconde Guerre mondiale, ce qui est dû à deux facteurs. Premièrement, Adolf Hitler a été victime des effets du gaz moutarde durant la Première Guerre mondiale, et sa mauvaise expérience avec les armes chimiques l'aurait dissuadé de les utiliser contre les troupes alliées. Deuxièmement, il est risqué pour un camp d'utiliser une quelconque arme chimique lors de ce conflit, car, à cause de la possibilité pour les gouvernements de continuer la recherche et développement d'armes chimiques, les forces de l'axe comme les forces alliées en possédaient des stocks importants. De fait, l'utilisation d'armes chimiques lors de ce conflit implique un risque d'escalade important, ce qui n'est envisageable pour aucun des deux camps. À la fin de la Seconde Guerre mondiale, les troupes alliées ont appris l'existence ainsi que le savoir-faire concernant le sarin par les prisonniers allemands. Durant l'après-guerre, les États-Unis, le Royaume-Uni, la France et l'URSS mènent des recherches sur le sarin et autres molécules similaires, ces recherches sont intensifiées par la guerre froide.
Dans les années 1970 et jusqu'en 1983, la Syrie envoie des chercheurs en Allemagne pour y être formés dans les laboratoires universitaires allemands pour y suivre des formations sur les montages industriels et la synthèse des neurotoxiques. Le sarin joue également un rôle important lors des conflits armés au Moyen-Orient pendant la guerre du Golfe, car l'Irak l'utilise à partir de 1982. De grandes quantités de sarin sont utilisées contre l'Iran, qui ne s'attendait pas à l'utilisation de telles armes, ce qui fait échouer son offensive. Ceci montre que le sarin est un outil militaire efficace pouvant jouer un rôle important lors de conflits armés. En 1993, la « Chemical Weapons Convention » est signée par les pays membres des Nations unies, elle interdit le développement, la synthèse, le stockage et l'utilisation des armes chimiques. Elle entraine la destruction des stocks d'armes chimiques des pays signataires de la convention.

## Utilisations comme arme chimique
La notoriété du Sarin est due à ses utilisations militaires, mais également à son utilisation par des groupes terroristes et par des gouvernements. En 1995, la secte d’Aum Shinrikyō utilise du Sarin lors d’un attentat dans le métro de Tokyo. Le choix du Sarin par cette secte a des composantes idéologiques. En effet, le Sarin permet un attentat marquant mais n’engendre pas d’effets à long terme, ce qui n’est pas le cas des armes nucléaires et bactériologiques. Étant donné qu'un attentat est une forme de publicité pour un groupe terroriste, un attentat provoquant des effets à long terme complique le recrutement de nouvelles recrues par ces groupes terroristes.
Un autre exemple d’utilisation de Sarin dans un cadre militaire est l’utilisation de Sarin par l’armée syrienne à de multiples reprises, et dont la plus importante a lieu le 21 août 2013 sur la Ghouta, elle tue plusieurs centaines d'enfants, et au total plus d'un millier de personnes. L'attaque a d'importantes composantes psychologiques, car elle est dirigée contre des civils, parce qu'en plus d’être mortel, le Sarin provoque des effets physiologiques impressionnants, notamment des convulsions. Cette attaque sert donc à terroriser les populations civiles pour qu’elles quittent la zone que le régime convoite.
Après cet événement, il est compliqué pour les Nations unies d’imposer les sanctions en vigueur, ceci à cause des relations géopolitiques entre la Syrie, la Russie et la Chine. En effet, la Russie et la Chine imposent leur droit de véto concernant toute sanction contre le gouvernement syrien, ce qui limite les sanctions dirigées contre la Syrie, bien que l’utilisation d’armes chimiques soit interdite par la « Chemical Weapons Convention ».[Passage à actualiser]

## Caractéristiques chimiques
Le sarin est proche, par sa structure et ses effets, d'insecticides tels que le malathion ou le carbaryl. Il est également proche de médicaments tels que la pyridostigmine, la néostigmine et l'antilirium.
À température ambiante, le sarin est incolore, inodore et liquide. Il s'évapore rapidement sous la forme d'un nuage incolore et inodore également. Sa volatilité permet de s'avancer sans risque sur un terrain extérieur touché par ce produit de quelques minutes à quelques heures plus tard (selon la météorologie).
Il est soluble dans l'eau et dans la plupart des liquides biologiques.

### Durée de vie
Le sarin a une durée de vie relativement longue quand il est conservé dans de bonnes conditions, mais il se dégrade en quelques semaines à quelques mois dans l'environnement, non sans conséquences pour les animaux qui entreraient en contact avec lui. Il pourrait persister plus longtemps dans les sols et sédiments en l'absence d'oxygène et de lumière, et certains de ses sous-produits ou métabolites peuvent être toxiques. D'après la CIA, en 1989, le gouvernement irakien aurait détruit au moins 40 tonnes de sarin dégradé.

## Effets biologiques

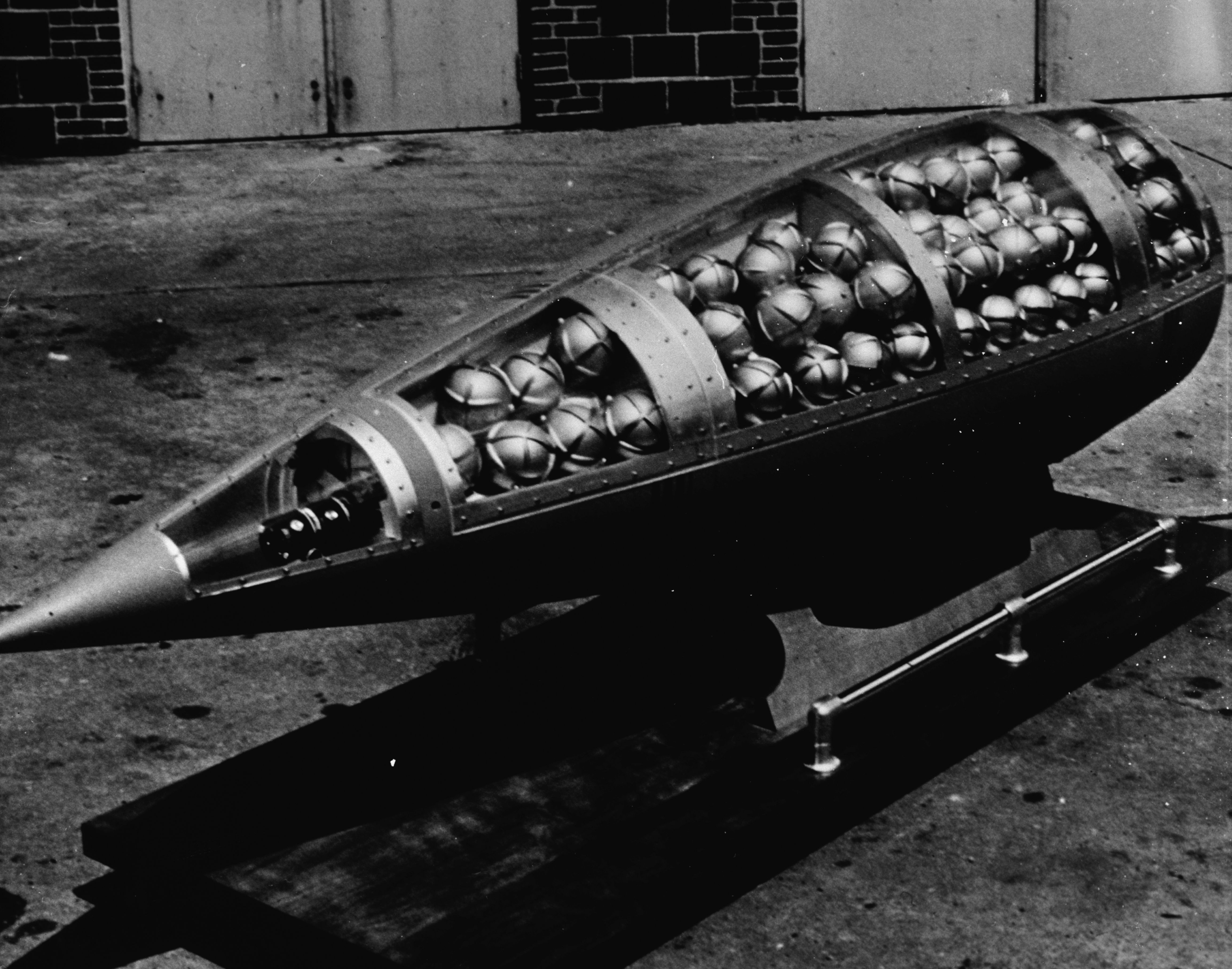
Écorché d'une ogive d'entrainement de missile sol-sol Honest John. Les sous-munitions M139 devant contenir le sarin sont bien visibles.

Le sarin est un neurotoxique de catégorie G : il attaque le système nerveux humain.
C'est un organophosphoré très puissant, qui inhibe l'acétylcholinestérase en formant un lien covalent avec le site actif de l'enzyme, qui devrait normalement effectuer l'hydrolyse de l'acétylcholine. Cela a pour effet de permettre à l'acétylcholine de prolonger son activité puisqu'elle n'est plus éliminée, ce qui aboutit à une paralysie complète et très rapide.
Les symptômes d'une exposition au sarin sont :
- nez douloureux et enflé ;
- hypersialorrhée (sécrétion surabondante de salive) ;
- dyspnée (difficultés respiratoires) ;
- myosis (pupilles contractées) ;
- nausées, vomissements ;
- incontinence, perte de conscience, coma ;
- à un stade avancé, convulsions avant la mort par asphyxie.

L'exposition au sarin est potentiellement mortelle et laisse toujours de graves lésions et séquelles neurologiques permanentes chez ceux qui y survivent.
Une tonne de sarin ferait entre 300 et 700 morts par kilomètre carré à supposer une densité de 3 000–10 000 pers/km2 s'il est vaporisé par un avion en jour clair, ensoleillé, avec un vent modéré, 400 à 800 pour une nuit claire avec un vent modéré, 3 000 à 8 000 de nuit et dans des conditions de température et de vent favorables à son action toxique. La létalité de ce gaz dans d'autres conditions est de 7 à 8 % par km2.

## Traitement
Il fait l'objet de recherches depuis des décennies[Quand ?],.
Un empoisonnement au sarin doit être traité rapidement par de l'atropine ou des antagonistes de l'acétylcholine ainsi qu'un inhibiteur des organophosphorés, comme le pralidoxime. Une thérapie anticonvulsive à base de benzodiazépines est également utilisée.
Plusieurs armées ont mis à la disposition de leurs soldats des seringues auto-injectables à 3 compartiments pré-chargées contenant successivement de l'atropine, la pralidoxime et le diazépam. Les soldats ont quelques minutes pour faire l'injection, à travers leur tenue de combat si nécessaire.
Une autre piste étudiée depuis plusieurs années est de rapidement distribuer dans l'organisme un enzyme capable de rapidement hydrolyser les organophosphorés (certains insectes cibles ont développé des résistances aux organophosphorés). En 2019, Zhang et al. ont publié un article sur le développement d'un antipoison (bioscavenger, et plus précisément nanoscavenger) basé sur des nanoparticules injectables décomposant les agents neurotoxiques organophosphorés en composés inoffensifs, efficacement testées chez le rat et le cobaye de laboratoire.

Le produit semble avoir une faible immunogénicité et bien se distribuer dans le corps (biodistribution) ; de plus il protège pour une semaine contre une nouvelle exposition au sarin.

## Utilisations
- 1950 : l'OTAN en fait son agent neurotoxique officiel. L'Union soviétique et surtout les États-Unis en produisent des quantités importantes.
- 1953 : Ronald Maddison, un ingénieur britannique de 20 ans, meurt à la suite de tests humains du sarin. La famille intente un procès à la Royal Air Force.
- 1956 : le sarin n'est plus produit aux États-Unis.
- 1988 : en Irak, bombardement à l'arme chimique (gaz moutarde, tabun, sarin et VX)  de la ville kurde d'Halabja par des chasseurs MiG et Mirage de l'armée irakienne.
- 1991 : utilisation de bombes au sarin (ou cyclosarin) larguées par hélicoptères lors de l'insurrection en Irak par les forces irakiennes[17].
- 1991 : la résolution 687 de l'ONU considère que le sarin est une arme de destruction massive. Il est interdit d'en posséder et d'en produire (UN Security Council Resolution 687).
- 1993 : la convention CWC (Chemical Weapons Convention) est signée par 162 membres et prend effet le 29 avril 1997. Tous les agents chimiques listés doivent être détruits avant avril 2007[18].
- 1994 : premier attentat au gaz sarin dans la ville de Matsumoto, dans la nuit du 27 au 28 juin, par la secte japonaise Aum Shinrikyō. On compte huit morts et deux cents blessés.
- 1995 : cette même secte perpètre un attentat au gaz sarin dans le métro de Tokyo. Celui-ci cause la mort de 13 personnes et en blesse plus de 6 300 autres.
- 2004 : un engin explosif improvisé utilisant un obus au sarin est employé dans un attentat pendant la guerre d'Irak[19].
- 2012 : la première utilisation de sarin lors du conflit syrien est signalée en octobre 2012 à Kafr Takharim et Salqin, à 60 kilomètres à l'ouest d'Alep, le régime est responsable de l'attaque[20],[21].
- 2013 : de nombreuses utilisations sporadiques de sarin contre des rebelles ont lieu ; au cours d'un reportage clandestin sur le conflit syrien, des journalistes du journal Le Monde sont touchés par l'une de ces attaques et rapportent des échantillons de sang, d'urine et de cheveux prélevés dans la région de Jobar (en)[22]. Ces échantillons, analysés en France par le Centre d'études du Bouchet, permettent au gouvernement français d'établir l'existence de 13 victimes du gaz sarin[23], ce que confirmera le Royaume-Uni[24]. La Russie, de son côté, met en doute l'utilisation d'armes chimiques par le gouvernement[25] et affirme, sur la base d'échantillons prélevés par des experts à Khan al-Assal, détenir la preuve de leur utilisation par les rebelles, qui auraient fait 26 morts le 19 mars[26]. Cette version est démentie par les experts de l'ONU et de l'OIAC, ainsi que Bellingcat, qui prouve que c'est le régime qui a perpétré l'attaque chimique. Alors qu'une mission d'observation de l'ONU est présente sur le territoire syrien depuis 4 jours, les rebelles annoncent le 21 août la survenue d'une nouvelle attaque au gaz sarin au cours d'un bombardement sur les banlieues Sud et Est de Damas, qui tue plus d'un millier de personnes, jusqu'à 1400 selon les sources, lors de ce massacre de la Ghouta[27]. Le conseil de sécurité de l'ONU déclare vouloir faire la lumière sur ces faits[28].
- 2017 : l'attaque chimique de Khan Cheikhoun commise au cours de la guerre civile syrienne cause la mort de plus de 80 personnes. L'OIAC annonce que les examens effectués concluent à l'utilisation de sarin ou d'agent de type sarin[29]. Le régime de Bachar el-Assad est responsable du massacre[30].